# Portrait de Marie-Louise de Parme (1800)
Le Portrait de Marie Louise de Parme est une huile sur toile de Francisco de Goya peint vers 1800. C’est un portrait de Marie Louise de Bourbon-Parme, qui est conservé à la bibliothèque-musée Víctor Balaguer à Vilanova i la Geltrú, en dépôt du Musée du Prado.

## Description
Marie Louise de Parme apparaît au premier plan, à mi-corps, du côté droit. La reine porte un habit ajusté au corps, richement brodé et ornementé, d’après les canons de la mode française de l’époque. On note le travail minutieux de Goya pour représenter tous les détails de l’habit : petites broderies de fleurs dorées et bleues, délicates pointes des manches et la fine toile transparente qui couvre le plastron proéminent. La décoration à base de tons clairs est exubérante, avec des rubans et un chapeau à plumes. On observe également que la main droite porte un éventail fermé, complément féminin indispensable qui s’imposa au XVIIIe siècle. 
Goya peignit le visage de la reine sans aucune idéalisation, il la représenta telle qu’elle était, avec un léger sourire, qui, plus que de la sympathie, dénote la grande sûreté propre à une femme hautaine et dominante.
Le tableau est exposé dans la salle Prado de la bibliothèque-musée Víctor Balaguer à côté du tableau de son mari, Charles IV également peint par Goya.